# 坂本八幡神社
坂本八幡神社（さかもとはちまんじんじゃ）は、徳島県勝浦郡勝浦町に鎮座する神社。
八幡神社であり、誉田別命（八幡神）を御祭神とする。本殿に加えて、摂社末社を祀る。

## 歴史
かつて豪族である麻植氏の祈願所であったが、1598年（慶長3年）に松尾･黄檗の両村氏が現在地に移し、村民共同の神社にしたと推測されており、
明治5年に村社となりました。

## 七社七鳥居参り
古くより「川を渡らず、石鳥居を七つくぐり、七つの御社を参拝すれば、中風（脳血管障害など）にならないという言い伝えがあり、坂本八幡神社は、この条件を満たした参詣のできる全国でも数少ない神社である。

## 祭事
- 2月27日-3月14日 - 2021年よりビッグひな祭りの一環としてふれあいの里さかもとと共にさかもとおひな巡りが開催された[2]。
- 10月14日・10月15日 - 例祭

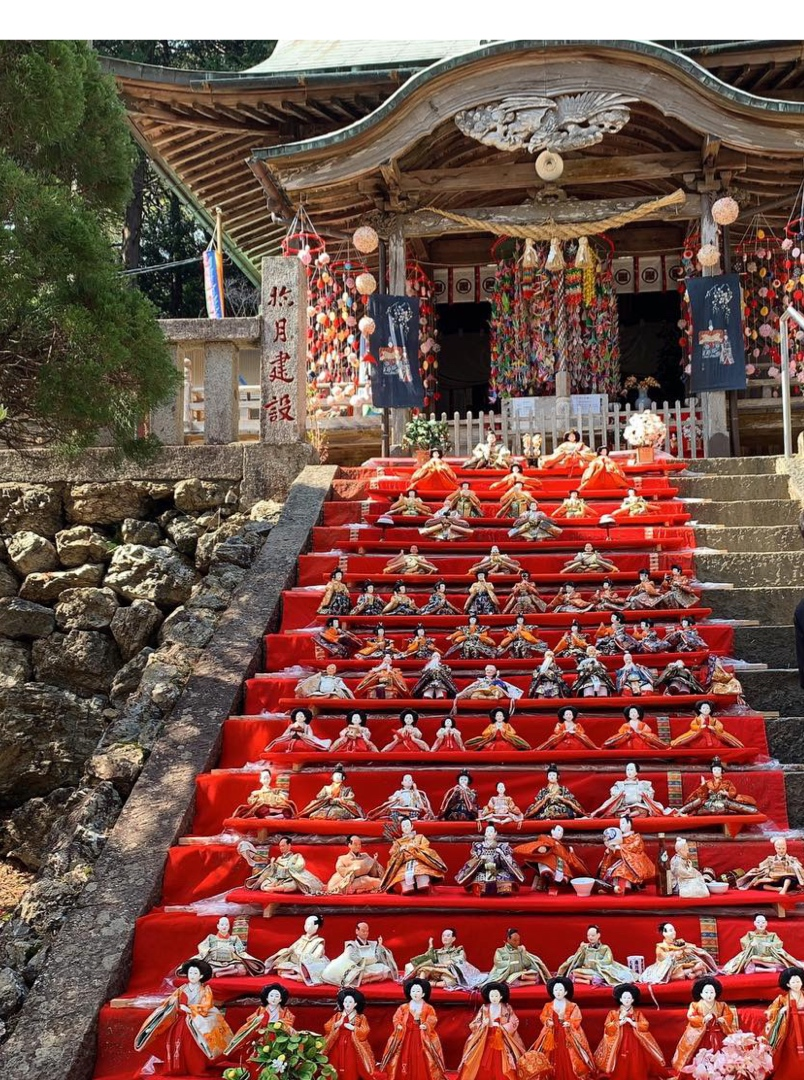
ビッグひな祭り
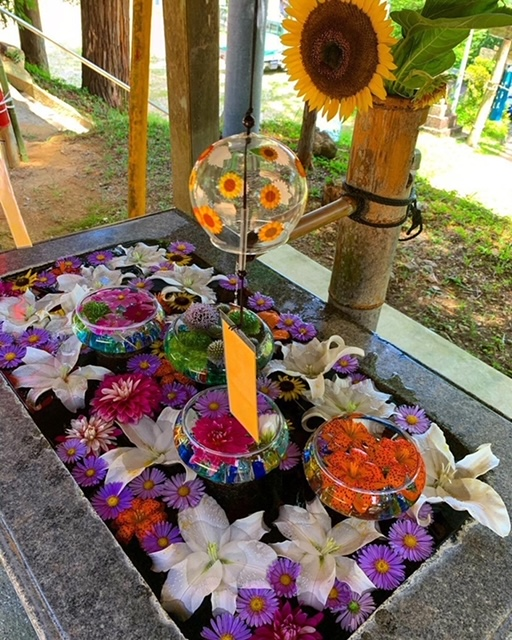
花手水

## 交通
- 徳島県道16号徳島上那賀線沿いの道の駅ひなの里かつうらから約7.5km。